# إستهلك (غلبايغان)
إستهلك (بالإنجليزية: Estahlak, Isfahan)‏ هي قرية تقع في قسم كناررودخانه الريفي (مقاطعة غلبايغان) في إيران. يقدر عدد سكانها بـ 114 نسمة بحسب إحصاء 2016.